# Coppa Italia 2022/2023
Pohárový ročník Coppa Italia 2022/2023 byl 76. ročník italského poháru. Soutěž začala 30. července 2022 a skončila 24. května 2023. Zúčastnilo se jí 44 klubů ze soutěží Serie A, Serie B, Serie C.
Obhájce z minulého ročníku byl klub FC Inter Milán.

## Zúčastněné kluby v tomto ročníku
| Hrají od osmifinále Kluby ze Serie A | Hrají od 1. kola Kluby ze Serie A a ze Serie B | Hrají od předkola Kluby ze Serie B a ze Serie C |
| ------------------------------------ | ---------------------------------------------- | ----------------------------------------------- |
| FC Inter Milán                       | Hellas Verona FC                               | FC Südtirol                                     |
| AC Milán                             | Turín FC                                       | Modena FC 2018                                  |
| SSC Neapol                           | US Sassuolo Calcio                             | SSC Bari                                        |
| Juventus FC                          | Udinese Calcio                                 | Palermo FC                                      |
| SS Lazio                             | Bologna FC 1909                                | AC Reggiana 1919                                |
| AS Řím                               | Empoli FC                                      | Calcio Padova                                   |
| ACF Fiorentina                       | UC Sampdoria                                   | US Catanzaro 1929                               |
| Atalanta BC                          | Spezia Calcio                                  | Feralpisalò                                     |
|                                      | US Salernitana 1919                            |                                                 |
|                                      | US Lecce                                       |                                                 |
|                                      | US Cremonese                                   |                                                 |
|                                      | AC Monza                                       |                                                 |
|                                      | Cagliari Calcio                                |                                                 |
|                                      | Janov CFC                                      |                                                 |
|                                      | Benátky FC                                     |                                                 |
|                                      | Pisa SC                                        |                                                 |
|                                      | Brescia Calcio                                 |                                                 |
|                                      | Ascoli Calcio 1898 FC                          |                                                 |
|                                      | Benevento Calcio                               |                                                 |
|                                      | AC Perugia Calcio                              |                                                 |
|                                      | Frosinone Calcio                               |                                                 |
|                                      | Ternana Calcio                                 |                                                 |
|                                      | AS Cittadella                                  |                                                 |
|                                      | Parma Calcio 1913                              |                                                 |
|                                      | Como 1907                                      |                                                 |
|                                      | Reggina 1914                                   |                                                 |
|                                      | S.P.A.L.                                       |                                                 |
|                                      | Cosenza Calcio                                 |                                                 |

## Zápasy

### předkolo
Hrálo se 30.–31. července 2022.
| Domácí         | Výsledek | Hosté             |
| -------------- | -------- | ----------------- |
| SSC Bari       | 3:0      | Calcio Padova     |
| FC Südtirol    | 1:3      | Feralpisalò       |
| Modena FC 2018 | 3:1      | US Catanzaro 1929 |
| Palermo FC     | 3:2      | AC Reggiana 1919  |

### 1. kolo
Hrálo se 5.–8. srpna 2022.
| Domácí              | Výsledek     | Hosté                 |
| ------------------- | ------------ | --------------------- |
| Hellas Verona FC    | 1:4          | SSC Bari              |
| US Salernitana 1919 | 0:2          | Parma Calcio 1913     |
| Spezia Calcio       | 5:1          | Como 1907             |
| Pisa SC             | 1:4          | Brescia Calcio        |
| Bologna FC 1909     | 1:0          | Cosenza Calcio        |
| Cagliari Calcio     | 3:2          | AC Perugia Calcio     |
| AC Monza            | 3:2          | Frosinone Calcio      |
| Udinese Calcio      | 2:1          | Feralpisalò           |
| Modena FC 2018      | 3:2          | US Sassuolo Calcio    |
| US Cremonese        | 3:2          | Ternana Calcio        |
| Empoli FC           | 1:2 v prodl. | S.P.A.L.              |
| Janov CFC           | 3:2          | Benevento Calcio      |
| UC Sampdoria        | 1:0          | Reggina 1914          |
| Benátky FC          | 2:3          | Ascoli Calcio 1898 FC |
| US Lecce            | 2:3 v prodl. | AS Cittadella         |
| Turín FC            | 3:0          | Palermo FC            |

### 2. kolo
Hrálo se 18.–20. října 2022.
| Domácí            | Výsledek          | Hosté                 |
| ----------------- | ----------------- | --------------------- |
| Parma Calcio 1913 | 1:0               | SSC Bari              |
| Spezia Calcio     | 3:1               | Brescia Calcio        |
| Bologna FC 1909   | 1:0               | Cagliari Calcio       |
| Udinese Calcio    | 2:3               | AC Monza              |
| US Cremonese      | 4:2 v prodl.      | Modena FC 2018        |
| Janov CFC         | 1:0               | S.P.A.L.              |
| UC Sampdoria      | 2:2 (9:8 na pen.) | Ascoli Calcio 1898 FC |
| Turín FC          | 4:0               | AS Cittadella         |

### Osmifinále
Hrálo se 11. a 18. ledna 2023.
| Domácí         | Výsledek          | Hosté             |
| -------------- | ----------------- | ----------------- |
| FC Inter Milán | 2:1 v prodl.      | Parma Calcio 1913 |
| Atalanta BC    | 5:2               | Spezia Calcio     |
| SS Lazio       | 1:0               | Bologna FC 1909   |
| Juventus FC    | 2:1               | AC Monza          |
| SSC Neapol     | 2:2 (4:5 na pen.) | US Cremonese      |
| AS Řím         | 1:0               | Janov CFC         |
| ACF Fiorentina | 1:0               | UC Sampdoria      |
| AC Milán       | 0:1 v prodl.      | Turín FC          |

### Čtvrtfinále
Hrálo se 31. ledna až 2.  února 2023.
| Domácí         | Výsledek | Hosté        |
| -------------- | -------- | ------------ |
| FC Inter Milán | 1:0      | Atalanta BC  |
| ACF Fiorentina | 2:1      | Turín FC     |
| AS Řím         | 1:2      | US Cremonese |
| Juventus FC    | 1:0      | SS Lazio     |

### Semifinále
Zápasy č. 1 byly na programu 4. a 5. dubna 2023, zápasy č. 2 byly na programu 26. a 27. dubna 2023.
| Domácí       | Výsledek č. 1 | Výsledek č. 2 | Hosté          |
| ------------ | ------------- | ------------- | -------------- |
| Juventus FC  | 1:1           | 0:1           | FC Inter Milán |
| US Cremonese | 0:2           | 0:0           | ACF Fiorentina |

### Finále
| 24. 5. 2023 21:00 CEST |        |                           |                                                                           |
| ACF Fiorentina         | 1 : 2  | FC Inter Milán            | Stadio Olimpico, Řím, Itálie diváci: 68 500 rozhodčí: Massimiliano Irrati |
| Nicolás González 3'    | Report | 29', 37' Lautaro Martínez | Stadio Olimpico, Řím, Itálie diváci: 68 500 rozhodčí: Massimiliano Irrati |

| B                 | 1  | Pietro Terracciano    |     |     |
| O                 | 2  | Dodô                  |     | 82' |
| O                 | 28 | Lucas Martínez Quarta | 54' | 70' |
| O                 | 4  | Nikola Milenković     |     |     |
| O                 | 3  | Cristiano Biraghi     |     |     |
| Z                 | 34 | Sofyan Amrabat        |     | 70' |
| Z                 | 5  | Giacomo Bonaventura   |     |     |
| Z                 | 11 | Jonathan Ikoné        |     | 60' |
| Z                 | 10 | Gaetano Castrovilli   |     | 60' |
| Ů                 | 22 | Nicolás González      | 90' |     |
| Ů                 | 9  | Arthur Cabral         |     |     |
| Náhradníci:       |    |                       |     |     |
| B                 | 31 | Michele Cerofolini    |     |     |
| B                 | 51 | Tommaso Vannucchi     |     |     |
| O                 | 15 | Aleksa Terzić         |     | 82' |
| O                 | 16 | Luca Ranieri          |     | 70' |
| O                 | 23 | Lorenzo Venuti        |     |     |
| O                 | 98 | Igor                  |     |     |
| Z                 | 8  | Riccardo Saponara     |     |     |
| Z                 | 32 | Alfred Duncan         |     |     |
| Z                 | 38 | Rolando Mandragora    |     | 60' |
| Z                 | 42 | Alessandro Bianco     |     |     |
| Z                 | 72 | Antonín Barák         |     |     |
| Ů                 | 7  | Luka Jović            |     | 70' |
| Ů                 | 33 | Riccardo Sottil       |     | 60' |
| Ů                 | 77 | Josip Brekalo         |     |     |
| Ů                 | 99 | Christian Kouamé      |     |     |
| Trenér:           |    |                       |     |     |
| Vincenzo Italiano |    |                       |     |     |

| B              | 1  | Samir Handanovič     |     |     |
| O              | 16 | Matteo Darmian       |     |     |
| O              | 15 | Francesco Acerbi     |     |     |
| O              | 95 | Alessandro Bastoni   | 53' | 58' |
| Z              | 77 | Marcelo Brozović     |     |     |
| Z              | 23 | Nicolò Barella       |     |     |
| Z              | 20 | Hakan Çalhanoğlu     |     | 83' |
| Z              | 2  | Denzel Dumfries      |     |     |
| Z              | 32 | Federico Dimarco     |     | 68' |
| Ů              | 10 | Lautaro Martínez     |     | 83' |
| Ů              | 9  | Edin Džeko           |     | 58' |
| Náhradníci:    |    |                      |     |     |
| B              | 21 | Alex Cordaz          |     |     |
| B              | 24 | André Onana          |     |     |
| O              | 6  | Stefan de Vrij       |     | 58' |
| O              | 12 | Raoul Bellanova      |     |     |
| O              | 33 | Danilo D'Ambrosio    |     |     |
| O              | 37 | Milan Škriniar       |     |     |
| O              | 50 | Aleksander Stanković |     |     |
| Z              | 5  | Roberto Gagliardini  |     | 83' |
| Z              | 8  | Robin Gosens         |     | 68' |
| Z              | 14 | Kristjan Asllani     |     |     |
| Z              | 22 | Henrich Mchitarjan   |     |     |
| Z              | 43 | Ebenezer Akinsanmiro |     |     |
| Ů              | 11 | Joaquín Correa       |     | 83' |
| Ů              | 90 | Romelu Lukaku        |     | 58' |
| Trenér:        |    |                      |     |     |
| Simone Inzaghi |    |                      |     |     |